# Fort Campolongo
Fort Campolongo byla pevnost italské obranné linie vybudované na tehdejší rakousko-uherské hranici a patřící k Sbarramento Agno-Assa, III Sector Schio.
Pevnost se nachází na hoře Cima di Campolongo (1 720 m n. m.) v severní oblasti náhorní plošiny altopiano dei Sette Comuni v provincii Vicenza a měla za úkol uzavřít údolí Val d'Astico na jihu. Výhodná strategická poloha pevnosti umožňovala pokrýt údolí Astico mezi Campagnou a Lastebasse v délce asi pěti kilometrů. Pevnost byla rovněž zodpovědná za ochranu boků a týlu skupiny pevností v okolí Monte Verena.
Pevnost se nachází přímo naproti rakousko-uherskému pevnostnímu objektu fort Lusern u obce Lusern, od něhož je odděleno údolím Val Torri. Vzdálenost vzdušnou čarou činí šest kilometrů.

## Historie
Přesné dokumenty o historii pevnosti nejsou v italských archivech k dispozici a proto se vychází z rakousko-uherských údajů. Podle nich byly nivelační práce zahájeny v červenci 1910; již v dubnu 1911 byly na staveniště přivezeny čtyři děla Cannone 149 G, která byla usazena do provizorních lůžek. Po dokončení zemních prací byla 1. října zahájena stavba čelního příkopu, která byla jen krátce nato opět zastavena – kvůli nástupu zimy. Dne 1. května 1912 Rakušané konstatovali, že cisterna a dvě přídavné baterie byly dokončeny. Do té druhé byly přesunuty kanóny G, které byly zřízeny jako první. V únoru 1914 byly stavební práce téměř dokončeny; až do září 1914 byly ještě prováděny dokončovací práce, například pokládka drátěného krytu.

## Popis stavby

### Výzbroj
Výzbroj odpovídala výzbroji pevnosti Fort Verena.

#### Počáteční výzbroj
Jako počáteční vybavení byly instalovány dělové kopule firmy „Armstrong, Mitchell & Company“ v Pozzuoli. Vzhledem ke světlé šířce 4,61 metru je nebylo možné přepravit v jednom kuse, proto byly dodány ve třech samostatných částech a smontovány na místě. Tloušťka stěn byla 14 cm a celková hmotnost kopule činila přibližně 22,5 tuny. Předpancíř se rovněž skládal z několika částí. Byla osazena čtyři děla Armstrong ráže 149 mm L/35 "A" s ocelovými hlavněmi (na rozdíl od dříve používaných bronzových hlavní) o délce hlavně 36,6 ráží (5,46 m) a hmotnosti 3,7 tuny. Maximální dostřel při střelbě 42kg výbušným granátem byl 12 400 metrů, 52kg šrapnelový granát naplněný 1057 olověnými kuličkami (průměr 15,2 mm) doletěl 12 000 metrů.
Další výzbrojí byly: 4 × 75mm kanón B (bez zpětného rázu hlavně), 4 × kulomet pro blízkou obranu.

#### Konečná výzbroj
V roce 1913 byly vyměněny kopule děl. Jako náhrada byly použity dvoudílné pancéřové kopule od firmy Schneider-Creuzot. Ty měly tloušťku pancíře 15 centimetrů. Obě poloviny pláště byly namontovány na dva centimetry silném vnitřním plášti. Nově byly instalovány čtyři kanóny Schneider L/35-"S" ráže 149 mm, které měly stejný výkon jako jejich předchůdci, rychlost střelby byla přibližně dvě rány za minutu.
Jednalo se o dvoupodlažní pevnost, která byla kromě čtyř dělových věží vybavena i pancéřovým pozorovacím stanovištěm. Dlouhá linie pevnosti probíhala od jihozápadu k severovýchodu, takže fronta směřovala proti Lusernu. Levé křídlo bateriové plošiny se nacházelo na strmém svahu proti údolí Val Torri. Před čelní stranou byl pět metrů hluboký příkop s cihlovou vnější stěnou. Přístup do pevnosti byl přes poternu, kterou kryla strážní kasemata. Muniční sklad byl umístěn pod deset metrů silným skalním krytem a byl přístupný pouze z poterny u silnice. Ke střeleckým stanovištím vedly dva muniční výtahy. Pod pevností byla před skalou postavena 40 metrů vysoká půlkruhová opěrná zeď a na takto vzniklé malé plošině byla postavena kasárna. Z kasáren vedla další poterna nejprve k silničnímu průjezdu a odtud dále do suterénu pevnosti. Na kasárenskou plošinu se lze dostat také po přístupové cestě. Na místě se nacházela tzv. pěchotní linie pro blízkou obranu. Jednalo se o betonovou zeď vysokou asi 1,50 m, do které se dalo vstoupit přes otevřený malý dvůr na pravé straně bateriového bloku a přes poternu, která byla vybavena malou plošinou pro kulomet. Dělové věže byly rozmístěny v řadě a mezi jejich středy byla vzdálenost deseti metrů. Strop pevnosti tvořilo 2,5 metru nevyztuženého betonu ve třech vrstvách. Na vnější stěně příkopu byla 2,20 metru vysoká překážková mříž; dno příkopu bylo zajištěno trvalým drátěným zátarasem. Přístup ze spodního do horního podlaží byl možný pouze po nezakrytých schodech v příkopu. Rozměry bateriové plošiny byly 52 × 13 metrů.

## Bojové akce
Dne 24. května 1915 zahájil Fort Campolongo palbu na protější pevnost werk Lusern. Na italské straně neexistují přesné údaje o celkovém počtu vypálených střel. Rychlost palby však byla velmi vysoká, což vedlo k tomu, že 30. května 1915 praskla hlaveň v jedné z dělových věží a poškodila mechaniku věže natolik, že v té době nebylo možné instalovat náhradní hlaveň. Při tom zahynuli dva členové posádky věže a dva další byli zraněni.
Dne 6. června 1915 začali Rakušané ostřelovat italské pevnosti z moždířů ráže 30,5 cm. Stejně jako Forte Monte Verena, ani forte Campolongo nemohlo odolat této supertěžké ráži. Již 12. června 1915 považovala italská strana pevnost za zničenou a opustila ji. Tři dosud nepoškozená děla byla 2. července 1915 odstraněna a použita v polních postaveních.
Před začátkem rakousko-uherské jarní ofenzívy v roce 1916 se rakousko-uherský císařský a královský evidenční úřad opět pokusil o pevnosti něco zjistit, ale nepodařilo se mu získat žádné konkrétní poznatky. Letecký snímek pořízený 22. března 1916 ukazuje, že vchody do pevnosti byly pravděpodobně uvolněny, ale ve sněhu venku nebylo možné najít žádné stopy. Přesto byl učiněn závěr: „pevnost utrpěla naším ostřelováním, ale zřejmě ne do té míry, že by nebyla obranyschopná“.
Odzbrojení pevnosti Rakušanům uniklo, takže od 19. května 1916 byla pevnost ostřelována a proměněna v trosky pobřežní houfnicí ráže 42 cm M14 a 30,5 cm moždířovou baterií č. 5. Již 22. května ostřelování ustalo, neboť jednotky rakousko-uherského III. sboru dosáhly linie Monte Verena-Cima di Campolongo. Dne 23. května dorazila do pevnosti dělostřelecká komise, „aby našla všechna děla, která byla ještě použitelná, naučila se s nimi zacházet, pak je otočila a namířila na nepřítele“. Žádná děla však zde již nebyla.

## Stav po bojích
Podle hlášení kapitána generálního štábu Luschinského, který si prohlédl pevnost, byla betonová šablona 3. a 4. dělové věže odstřelena a předpancíř zcela rozbit. Dělové šachty byly vpředu i vzadu obnažené a otočný mechanismus byl zničen, takže zařízení byla nepoužitelná. U 2. dělové věže byl předpancíř podříznut střelou, střela explodovala uvnitř věže a odhodila pancéřovou kopuli dozadu; ta ležela vzhůru nohama na palubě. V 1. dělové věži došlo k přímému zásahu kopule, střela prošla skrz a explodovala uvnitř věže. Kopule byla roztržena a ležela nahrbená dopředu na šachtě věže. Několik přímých zásahů roztrhlo strop bateriové uličky, (pravděpodobně) 42cm střela pronikla stropem za 1. dělovou věží a explodovala na podlaze bateriové uličky a protlačila ji dolů do cisterny.
Dne 2. června 1916 dospěl III. armádní sbor k následujícímu závěru a podal zprávu velení skupiny armád Erzherzog Eugen: „Z dobytých pevností nemají Forte Verena a Campolongo žádnou další fortifikační hodnotu. Dělové baterie jsou nepoužitelné, betonové kryty téměř zcela rozbité. Protože zde nejsou umístěna žádná děla, nelze o nich uvažovat pro boj na velké vzdálenosti. Jsou však také nevhodné jako základny pro boj zblízka. Stojí na velmi nápadných místech, odkud přitahují nepřátelskou palbu. I kdyby se podařilo provizorně opravit poškození silně poškozeného a velmi nekvalitního betonového zdiva, odolnost proti těžké palbě by již nebyla dosažitelná. Pouze u Campolonga jsou dvě velmi mokré skalní kaverny a dělostřelecký muniční sklad neporušené. Souhrnně lze říci: Objekty selhaly proti jakémukoli směru útoku, pro který byly postaveny. Byly zničeny těžkou palbou a nelze je použít pro opačný směr útoku.“
Pevnost Fort Campolongo zůstala v rakousko-uherských rukou až do konce války. Od roku 2005 byl objekt rozsáhle zabezpečován a opravován.

## Galerie

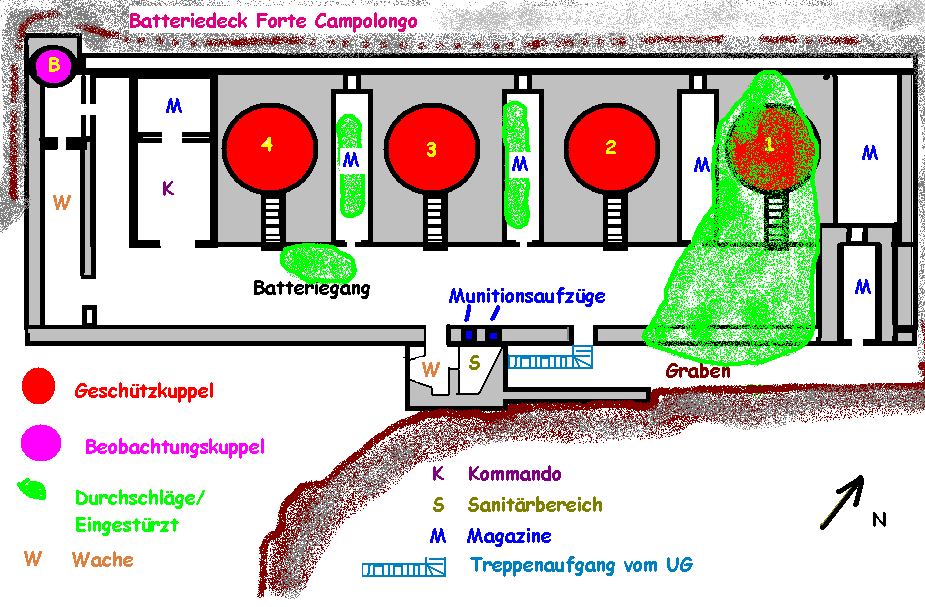
Plán_Forte_Campolongo
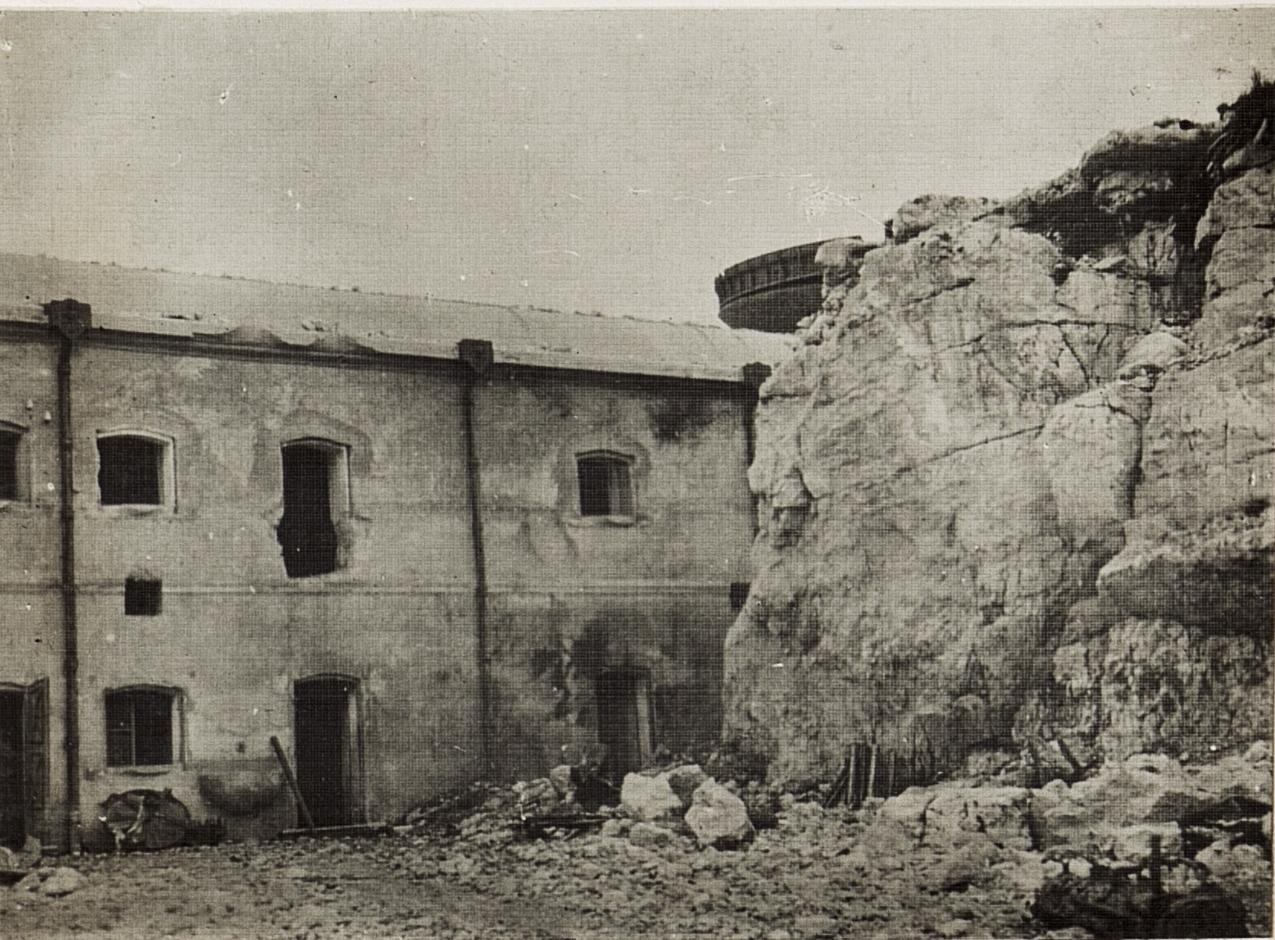
Blok baterie po rakousko-uherské jarní ofenzívě 1916
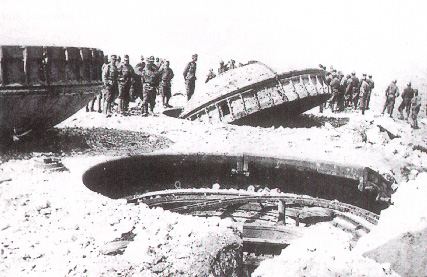
dělové věže 1 a 2 po rakousko-uherské jarní ofenzívě 1916
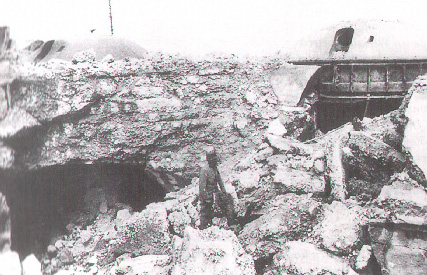
dělové věže 3 a 4 po rakousko-uherské jarní ofenzívě 1916
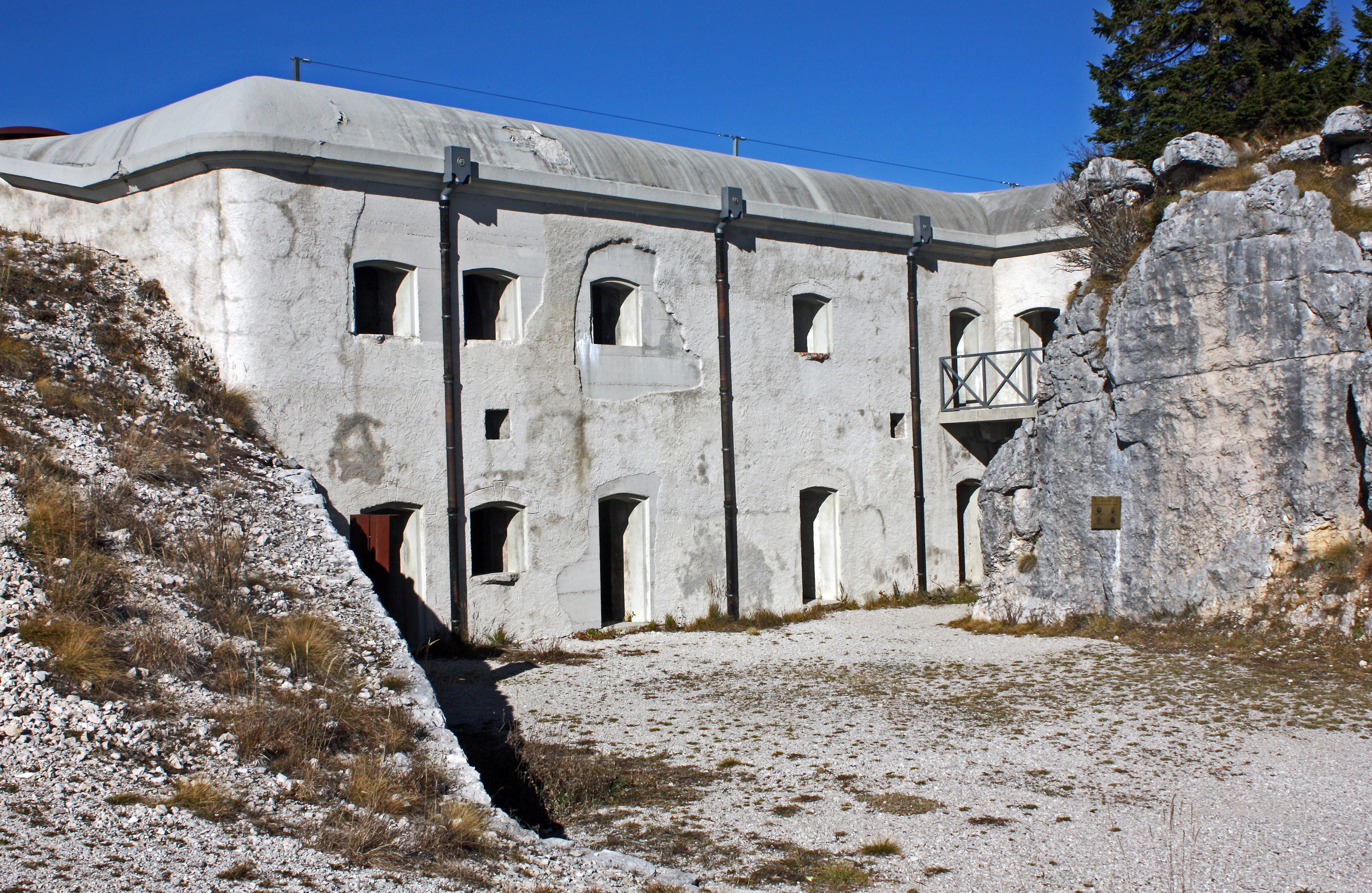
bateriová plošina po rekonstrukci v roce 2005
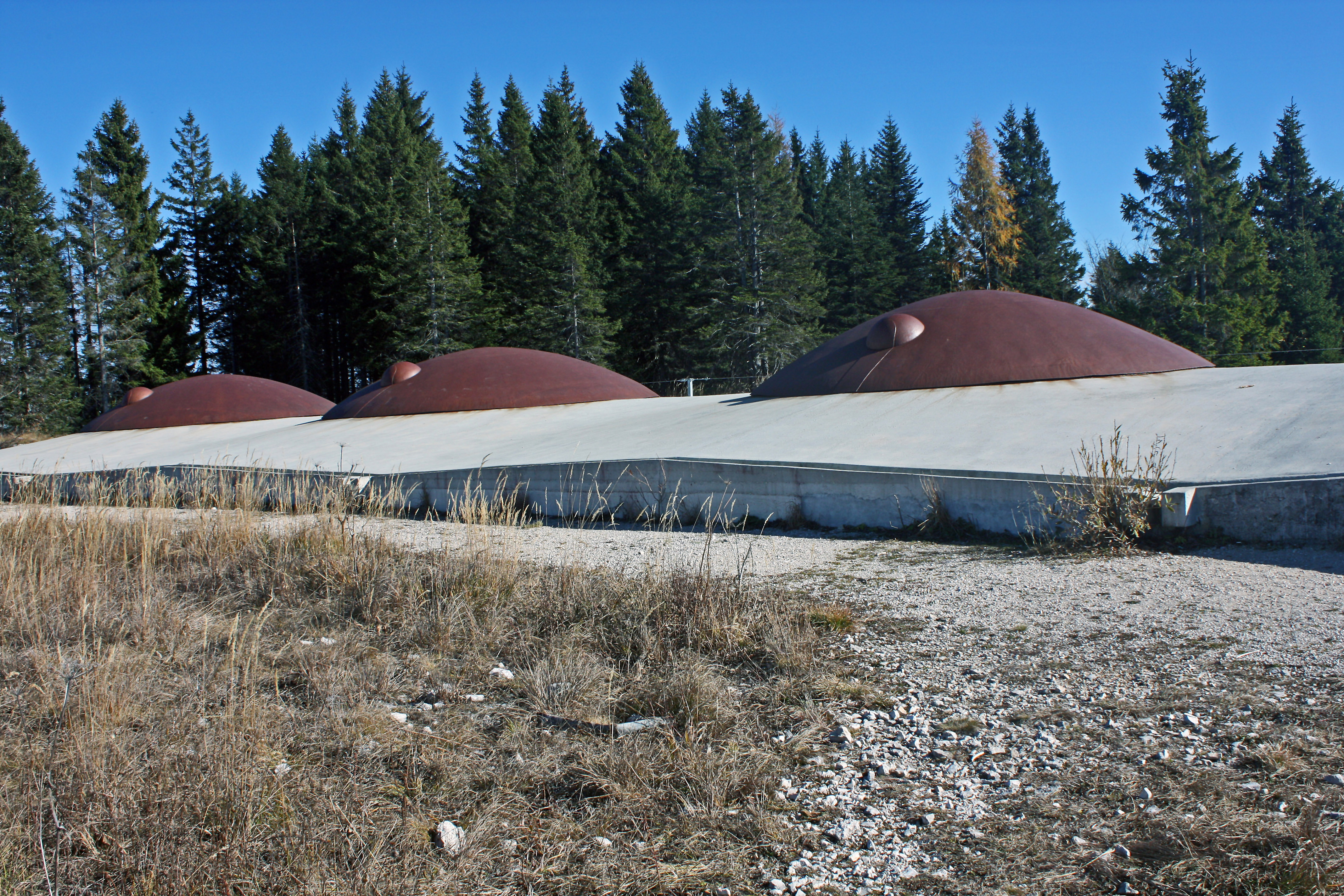
Zákryté dělové věže po rekonstrukci
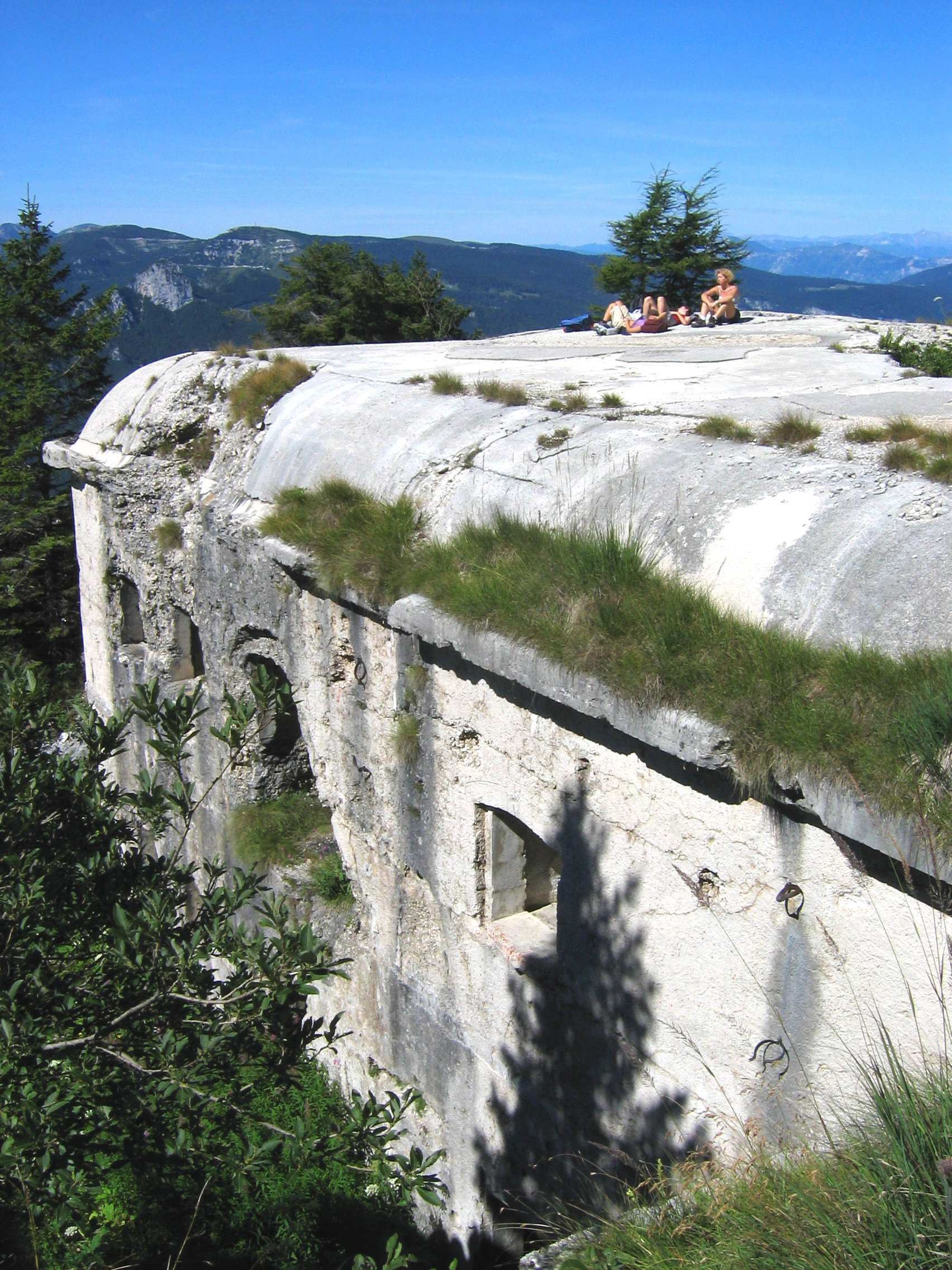
pevnost před rekonstrukcí